# Akira Kudō
Akira Kudō (工藤 章 (?); 1º gennaio 1954) è un ex lottatore giapponese, specializzato nella lotta libera.

## Palmarès

### Olimpiadi
- 1 medaglia:
  - 1 bronzo (Montréal 1976 nei pesi mosca-leggeri)

### Giochi asiatici
- 1 medaglia:
  - 1 oro (Teheran 1974 nei 48 kg)